# Bromus sclerophyllus
Bromus sclerophyllus är en gräsart som beskrevs av Pierre Edmond Boissier. Bromus sclerophyllus ingår i släktet lostor, och familjen gräs. Inga underarter finns listade i Catalogue of Life.